# Union County (New Mexico)
Union County ist ein County im Bundesstaat New Mexico der Vereinigten Staaten. Hier leben 4.549 Menschen. Der Sitz der Countyverwaltung (County Seat) befindet sich in Clayton.

## Geographie
Das County liegt im äußersten Nordosten von New Mexico, grenzt im Norden an Colorado, im Osten an Oklahoma sowie an Texas und hat eine Fläche von 9922 Quadratkilometern; davon sind 2 Quadratkilometer (0,02 Prozent) Wasserfläche. Das County grenzt im Uhrzeigersinn an die Countys: Las Animas County (Colorado), Baca County (Colorado), Cimarron County (Oklahoma), Dallam County (Texas), Hartley County (Texas), Quay County, Harding County und Colfax County.

## Geschichte

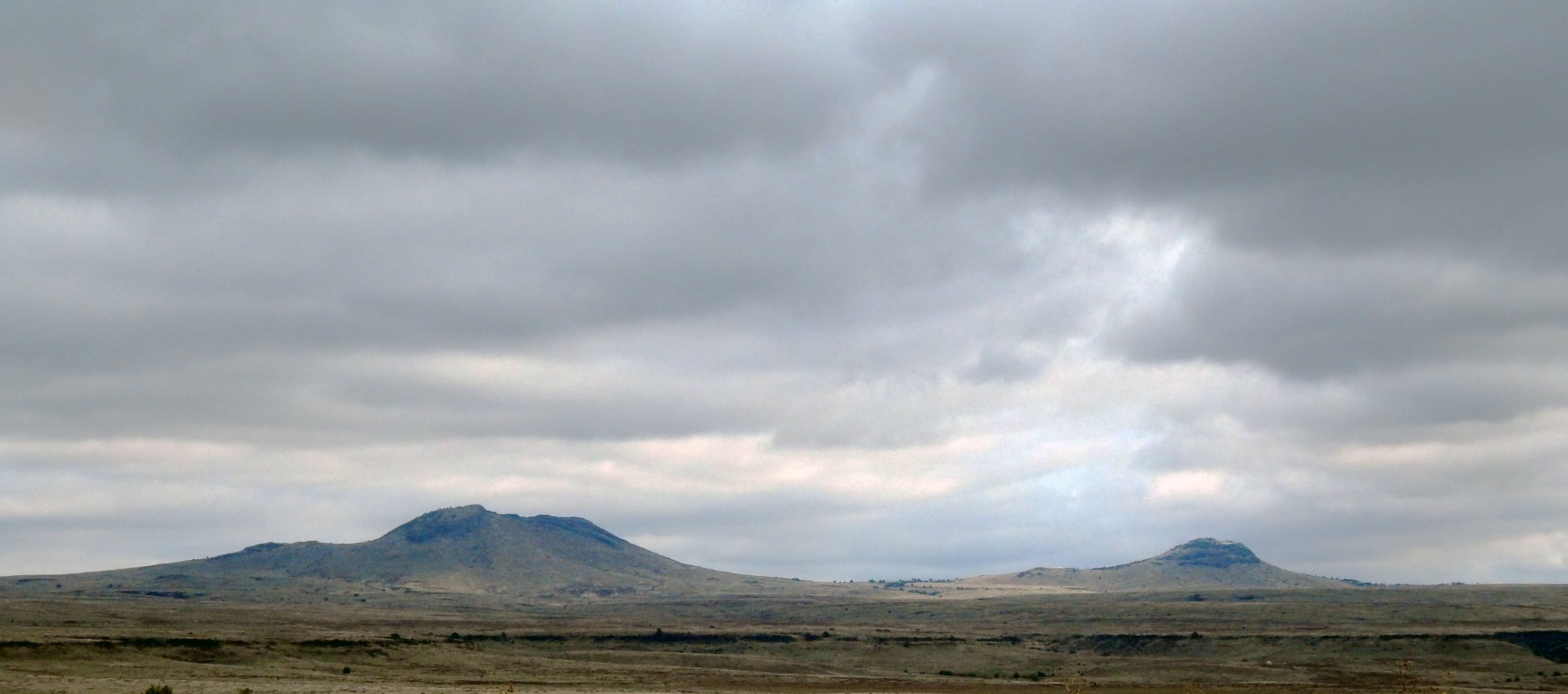
Rabbit Ears (2015)

Zwei Orte haben den Status einer National Historic Landmark, die Rabbit Ears und die archäologische Fundstätte Folsom Site. Elf Bauwerke und Stätten des Countys sind insgesamt im National Register of Historic Places eingetragen (Stand 17. Februar 2018).

## Demografische Daten
Nach der Volkszählung im Jahr 2000 lebten im County 4.174 Menschen. Es gab 1.733 Haushalte und 1.176 Familien. Die Bevölkerungsdichte betrug weniger als 1 Einwohner pro Quadratkilometer. Ethnisch betrachtet setzte sich die Bevölkerung zusammen aus 80,38 % Weißen, 0,00 % Afroamerikanern, 0,96 % amerikanischen Ureinwohnern, 0,34 % Asiaten, 0,12 % Bewohnern aus dem pazifischen Inselraum und 16,00 % aus anderen ethnischen Gruppen; 2,20 % stammten von zwei oder mehr ethnischen Gruppen ab. 35,10 % der Bevölkerung waren spanischer oder lateinamerikanischer Abstammung.
Von den 1.733 Haushalten hatten 31,10 % Kinder und Jugendliche unter 18 Jahre, die bei ihnen lebten. 54,70 % waren verheiratete, zusammenlebende Paare, 9,10 % waren allein erziehende Mütter. 32,10 % waren keine Familien. 30,00 % waren Singlehaushalte und in 14,90 % lebten Menschen im Alter von 65 Jahren oder darüber. Die Durchschnittshaushaltsgröße betrug 2,40 und die durchschnittliche Familiengröße lag bei 2,99 Personen.
Auf das gesamte County bezogen setzte sich die Bevölkerung zusammen aus 27,30 % Einwohnern unter 18 Jahren, 6,30 % zwischen 18 und 24 Jahren, 24,60 % zwischen 25 und 44 Jahren, 24,10 % zwischen 45 und 64 Jahren und 17,80 % waren 65 Jahre alt oder darüber. Das Durchschnittsalter betrug 40 Jahre. Auf 100 weibliche Personen kamen 97,00 männliche Personen, auf 100 Frauen im Alter ab 18 Jahren kamen statistisch 96,30 Männer.
Das jährliche Durchschnittseinkommen eines Haushalts betrug 28.080 USD, das Durchschnittseinkommen der Familien betrug 35.313 USD. Männer hatten ein Durchschnittseinkommen von 26.364 USD, Frauen 18.711 USD. Das Prokopfeinkommen betrug 14.700 USD. 18,10 % der Bevölkerung und 14,20 % der Familien lebten unterhalb der Armutsgrenze. 31,40 % davon waren unter 18 Jahre und 8,30 % waren 65 Jahre oder älter.

## Orte im Union County
Im Union County liegen vier Gemeinden, davon eine Town und drei Villages. Zu Statistikzwecken führt das U.S. Census Bureau einen Census-designated place, der dem County unterstellt ist und keine Selbstverwaltung besitzt. Dieser ist wie die Unincorporated Communities gemeindefreies Gebiet.
| Town - Clayton | Villages - Des Moines - Folsom - Grenville |

Census-designated place (CDP)
- Capulin

andere Unincorporated Communities
| - Amistad - Gladstone - Hayden - Mount Dora | - Sedan - Seneca - Sofia - Stead |

## Schutzgebiete
- Capulin Volcano National Monument
- Kiowa National Grassland
- Clayton Lake State Park